# Splash damage
Lo splash damage, conosciuto anche come danno radiale, è un termine usato in vari tipi di videogiochi, soprattutto negli sparatutto in prima persona e nei videogiochi strategici in tempo reale, per fare riferimento ai danni subiti dai giocatori o oggetti, causati dall'arma, nell'area circostante ad un punto. Lo Splash damage è più comunemente causato da armi esplosive come bombe a mano o razzi, oppure dalla fusione di incantesimi, generando danni magici nei giochi fantasy.
Le armi con un danno radiale sono efficaci contro un gruppo di nemici: infatti è più facile sconfiggere lo stesso gruppo con un danno radiale, piuttosto di annientarli colpendo direttamente i singoli nemici uno ad uno. Lo splash damage è utile anche per bersagli mobili: ad esempio si può sparare a terra vicino ai piedi dell'avversario, assicurandosi che l'obiettivo sia ferito dal danno radiale anche se non viene inferto un colpo diretto.
Un giocatore che usa armi con danno radiale da vicino potrebbe subire danni dal suo stesso colpo.
Il danno solitamente diminuisce in base alla distanza dal punto dell'impatto, e gli attacchi sferrati con lo splash damage sono in genere meno efficaci rispetto agli attacchi diretti.
Nei giochi di strategia, un attacco con danno radiale in mischia implica che tutte le unità attorno all'obiettivo vengano colpite (spesso conosciuto anche come "trample damage"); mentre un attacco con danno radiale a distanza infliggerà danno su di un'area intorno al punto d'impatto. Questo potrà o non potrà danneggiare le unità alleate, a seconda del videogame. Il termine è utilizzato anche nei giochi di ruolo da tavolo e nei wargame.